# Рунценайм-Оенайм
Рунценайм-Оенайм (фр. Rountzenheim-Auenheim) — муніципалітет у Франції, у регіоні Ельзас, департамент Нижній Рейн. Рунценайм-Оенайм утворено 1 січня 2019 року шляхом злиття муніципалітетів Оенайм i Рунценайм. Адміністративним центром муніципалітету є Рунценайм. Населення — 1976 осіб (01.01.2021).